# Crocodile Dundee i Los Angeles
Crocodile Dundee i Los Angeles (engelska: Crocodile Dundee in Los Angeles) är en australisk-amerikansk dramakomedi från 2001 regisserad av Simon Wincer. Filmen är den tredje och sista filmen i Crocodile Dundee-serien. Filmen är inspelad i Los Angeles och Queensland.

## Handling
Det har gått cirka 10 år sedan det senaste äventyret, och Michael J. "Mick" Dundee (Paul Hogan) och Sue Charlton (Linda Kozlowski) har bosatt sig i Micks hemtrakter i bushen i Australien. De har även fått en son, Mikey (Serge Cockburn), som är nio år gammal och har aldrig besökt en stad.
Krokodiljakten har blivit olaglig och därför har Mick och hans kollegor krokodilbrottningen som en turistattraktion. En av rivalerna Mick har i denna bransch är Jacko (Alec Wilson).
När Sue blir erbjuden ett jobb som journalist i Los Angeles, av sin far, följer Mick och Mikey med henne. Sue's föregångare till det jobbet påstås då nyss ha omkommit i en olycka, men med tiden får och tar hon reda på att det ryktet verkar vara felaktigt.
Samtidigt försöker Mick och Mikey smälta in i storstadsmiljön, kring Beverly Hills-trakterna. Det går dock inget vidare alla gånger, trots att Mick må ha lite erfarenhet sedan New York.
När Mikey får börja skolan skaffar Mick ett jobb som skådespelarmedhjälp på ett filmbolag, för att genom försök som amatörprivatdetektiv på sidan om försöka hjälpa Sue att ta reda på vad det är för fuffens som råder kring hennes företrädares bortgång. Mick skaffar även lite hjälp av sin kamrat Jacko – främst som barnvakt åt Mikey som Mikeys skolfröken, Miss Mathis, blir intresserad av eftersom hon imponeras av de tre herrarnas vildmarkserfarenheter.
Mick tror att det hela handlar om smuggling, möjligen droger, och om inte är det något annat som smugglas. Företrädaren var filmbolaget något på spåret efter att bolaget nyligen gjort floppade filmer, och journalisten läts därmed dödas för att inte sanningen skulle läcka ut.
De får svaret på frågan kring mysteriet till slut, och när de far tillbaka till bushen i Australien gifter sig Mick och Sue.

## Rollista
| Paul Hogan      | – Michael "Crocodile" Dundee |
| Linda Kozlowski | – Sue Charlton               |
| Jere Burns      | – Arnan Rothman              |
| Jonathan Banks  | – Molis Drubnik              |
| Alec Wilson     | – Jacko                      |
| Gerry Skilton   | – Nugget                     |
| Steve Rackman   | – Donk                       |
| Serge Cockburn  | – Michael "Mikey" Dundee     |
| Aida Turturro   | – Jean Ferraro               |
| Paul Rodriguez  | – Diego                      |
| Kaitlin Hopkins | – Miss Mathis                |
| Mike Tyson      | – Mike                       |